# Château de Monceau-sur-Sambre
Pour les articles homonymes, voir Monceau.
Le château de Monceau-sur-Sambre est un monument classé situé à Monceau-sur-Sambre, section de la ville belge de Charleroi, dans la province de Hainaut.

## Histoire

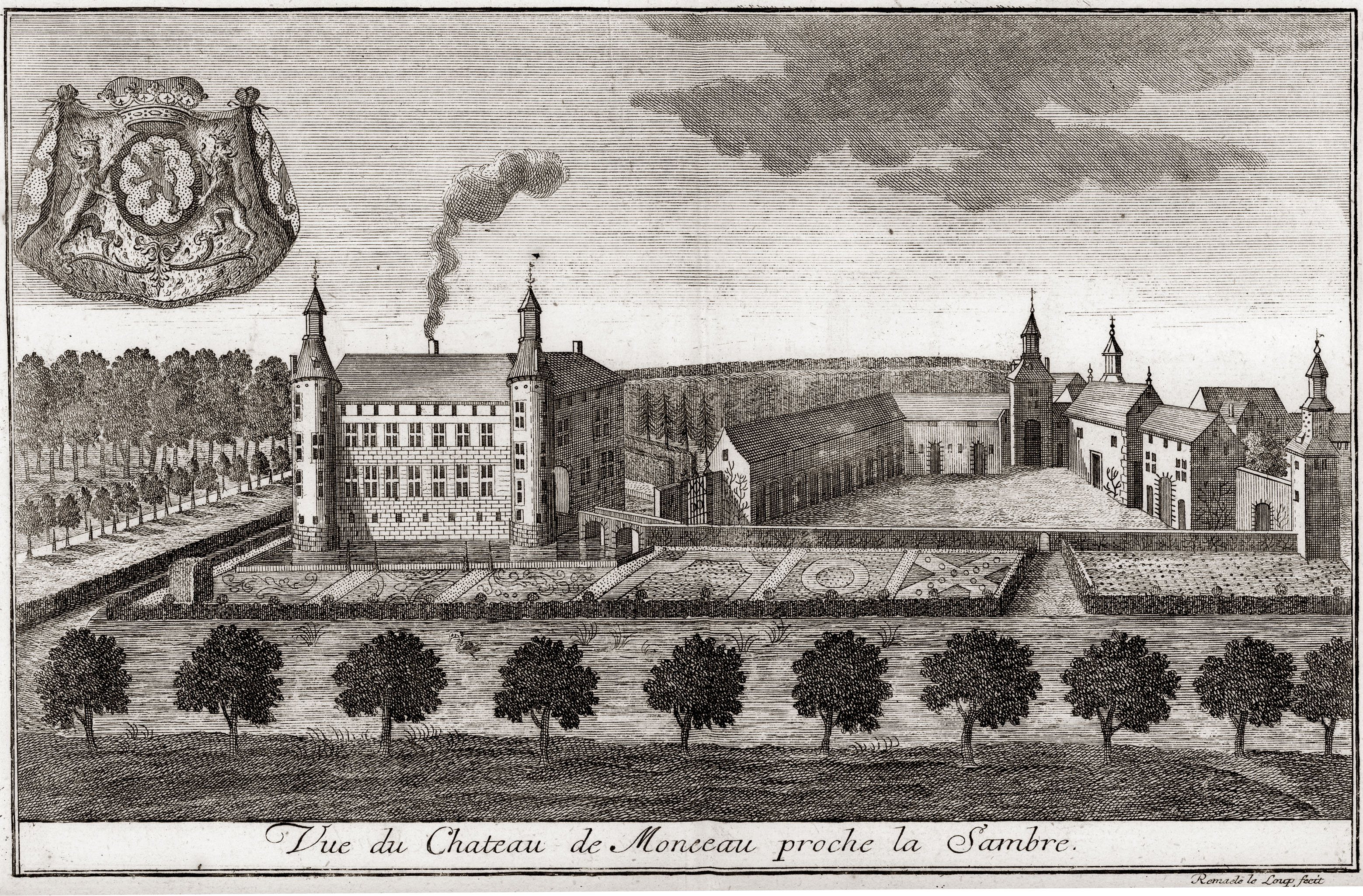
Château par Remacle Le Loup dans Les Délices du Pays de Liège (vol. 2).

Plantée dans un vaste parc à l'anglaise et jadis ceinturée de douves, haute bâtisse en U flanquée de tours circulaires aux angles, remontant pour l'essentiel au XVIIe siècle et XVIIIe siècle et construite en briques, moellons calcaires et pierre de taille. Elle est précédée d'un corps d'entrée de mêmes matériaux, seul vestige de l'ancienne ferme castrale, datant encore partiellement du XVIIe siècle mais aménagé aux XIXe et XXe siècles.
Contrairement à ce qui est souvent dit, André Le Nôtre n'a pas créé de jardins, à plus forte raison anglais, en Belgique et Louis XIV n'est probablement jamais venu au château de Monceau-sur-Sambre. 
Mentionné comme forteresse dès le XIVe siècle, le château appartient à Othon VI de Trazegnies (~1300-~1384) qui le tient de sa mère Jeanne de Heppignies. Il se trouve alors en terre liégeoise et son aspect nous est inconnu. En 1443, Anne de Trazegnies, seule héritière de la maison de Trazegnies après la mort de son frère Jean, hérite du domaine qui devient ainsi propriété de la famille de son époux, Arnould de Hamal, seigneur d’Elderen. Vers 1510, le logis est modernisé par Jean de Hamal, une chapelle est construite sous l'impulsion de son épouse et c'est de cette époque que subsistent les plus anciens vestiges actuels, dans les caves et les soubassements talutés de l'aile Est. Dans la 2e moitié du XVIe siècle, le château est ruiné après le passage des troupes françaises ; c'est ainsi que Guillaume de Hamal l'aurait fait rebâtir en 1607. En 1651, Anne-Florence de Hamal, l'héritière de Monceau, épouse en secondes noces un marquis d'Aiseau, Pierre-Eugène de Gavre. Elle avait épousé en premières noces Philippe de Hamal, baron de Vierves.

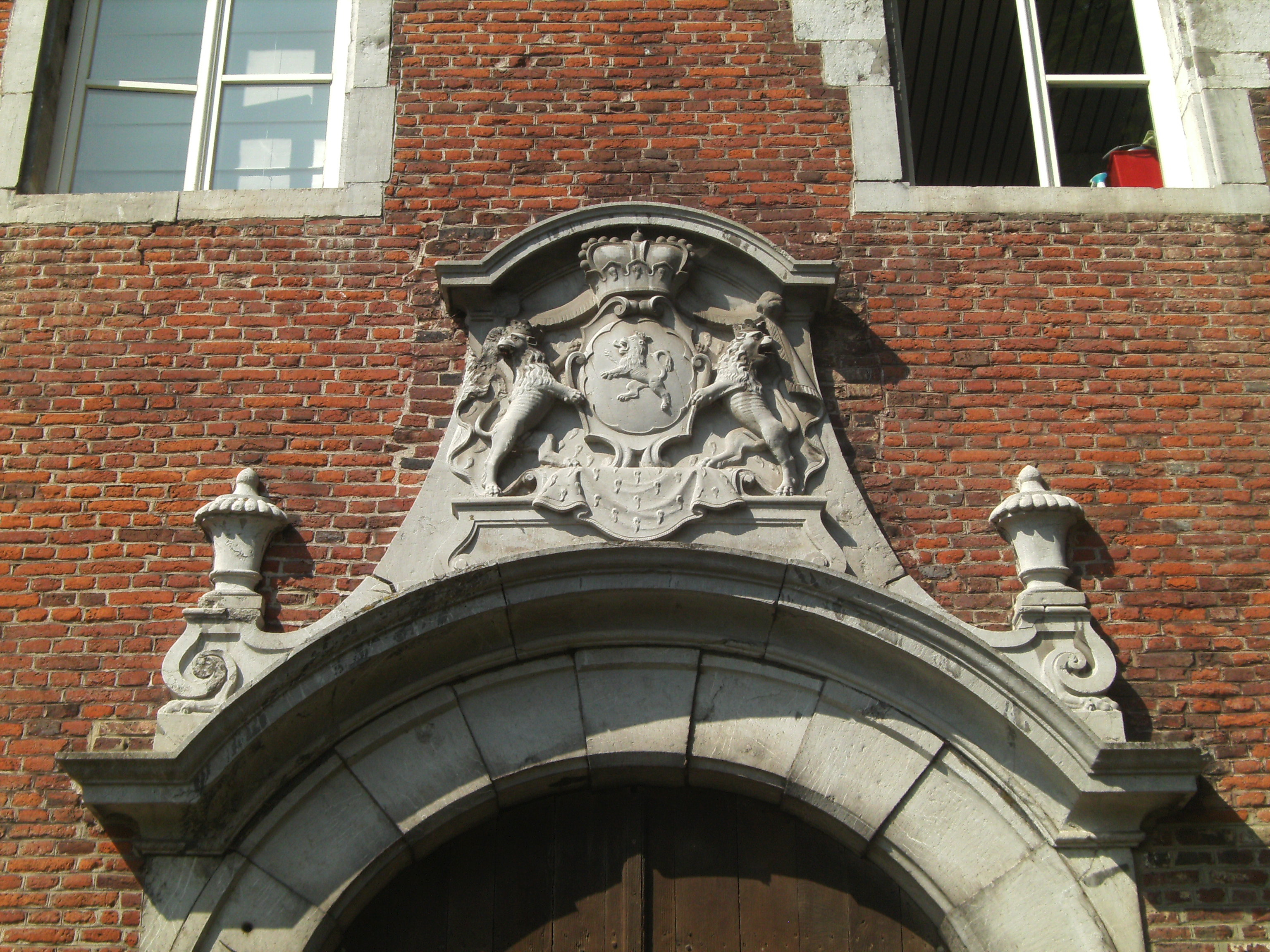
Blason de la famille de Gavre au-dessus du portail d'entrée.

Les Gavre, devenus princes en 1736, le possèdent jusqu'en 1832. François-Joseph de Gavre (1731-1797) fait bâtir l'aile Ouest dans la 2e moitié du XVIIIe siècle, conférant ainsi au château son aspect actuel : forme en U autour d'une cour d'honneur ouverte au nord.
En 1832, il passe par héritage à Marie-Aloyse, comtesse d'Egger ; sans descendance, elle lègue ses biens en 1864 à un neveu autrichien qui, en 1866, vend le château et son parc au baron Jules-Jean Houtart qui fait restaurer l'édifice par l'architecte Justin Bruyenne qui y ajoute les pignons à gradins des ailes ceinturant la cour d’honneur, typiques de l'architecture historiciste. 
Les enfants Houtart, Édouard († 1931) et Marie-Pauline († 1936), en sont les derniers occupants et propriétaires privés. En 1938, le parc et le château, indivis, sont vendus à la commune de Monceau pour la somme de 1 250 000 francs belges. Propriété, à la fusion des communes de 1977, de la ville de Charleroi, le château est classé depuis 1989,.

## Affectation
Aujourd’hui, l’ASBL « Les Amis du Château de Monceau » :
- gère la mise à disposition des salons du château pour les activités du milieu associatif, d’entreprises ou d’institutions publiques.
- met en œuvre un projet culturel en organisant de nombreuses activités dont le but est la promotion et la sauvegarde de ce patrimoine